# Bo Augustsson
Bo Augustsson (Gärds Köpinge, 28 december 1949) is een voormalig Zweeds profvoetballer die speelde voor Åtvidabergs FF, FC Den Haag en Landskrona BoIS.
Een ernstige knieblessure zorgde voor een vroegtijdig einde van zijn professionele loopbaan. Nadien werkte Augustsson als jeugdtrainer voor verschillende clubs in Zweden (Malmö FF, Helsingborgs IF, Bunkeflo, Luleå FF, AIK), Verenigde Arabische Emiraten, Finland, Noorwegen (Sandefjord Fotball) en Nederland (Feyenoord). 
Hij heeft een jongere broer (Jörgen) die in 1974 voor Zweden uitkwam op het WK.